# شاخک استخوانی

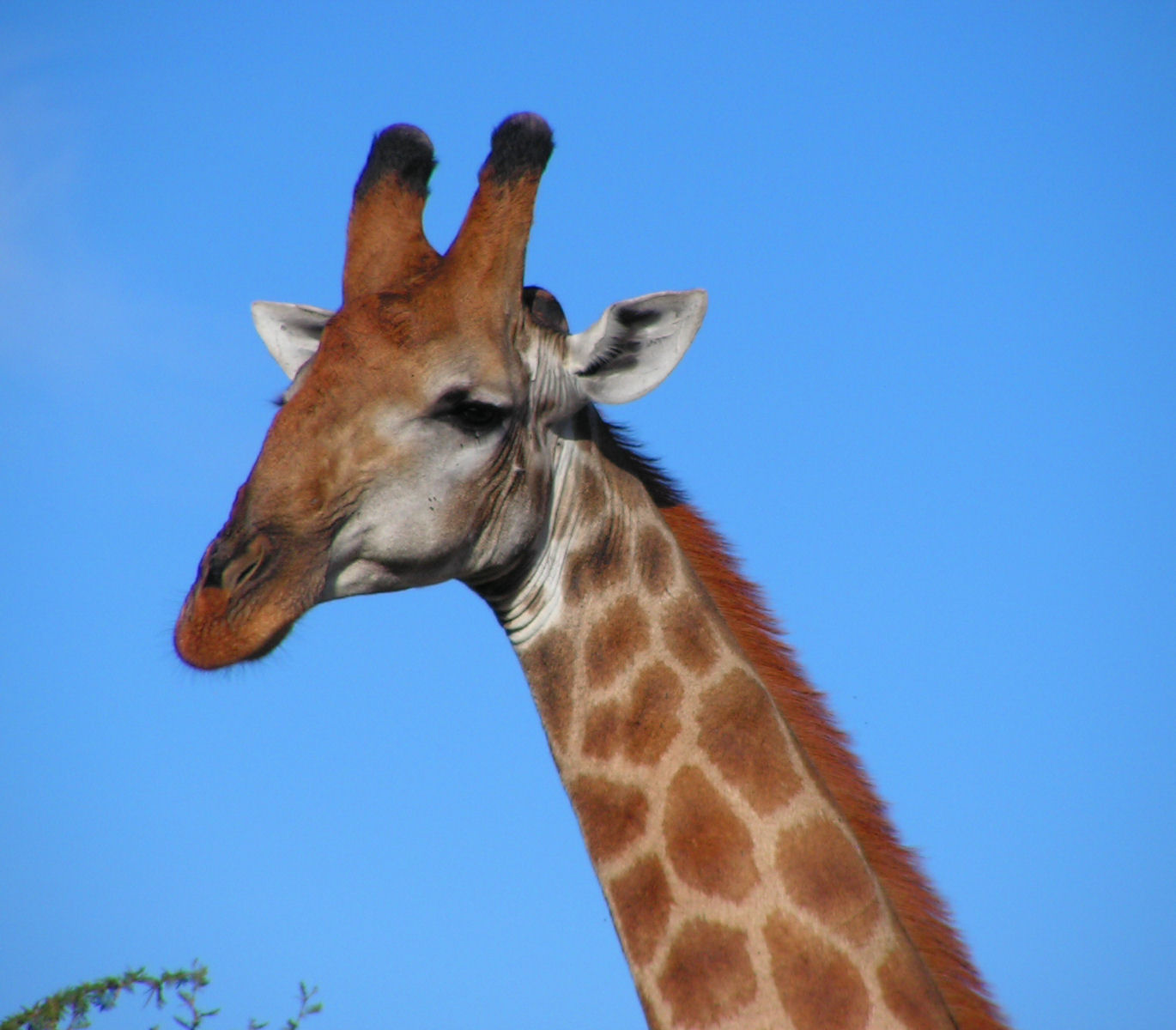
شاخک‌های یک زرافه

شاخک استخوانی (Ossicone) ساختارهای استخوانی ستونی یا مخروطی پوشیده از پوست روی سر زرافه‌ها، اوکاپیهای نر و برخی از خویشاوندان منقرض‌شده آنها هستند. شاخک‌های استخوانی از ساختارهای ظاهری مشابه شاخ و شاخ خزان‌کننده با رشد منحصر به فرد و پوشش دائمی پوست و خز متمایز می‌شوند.

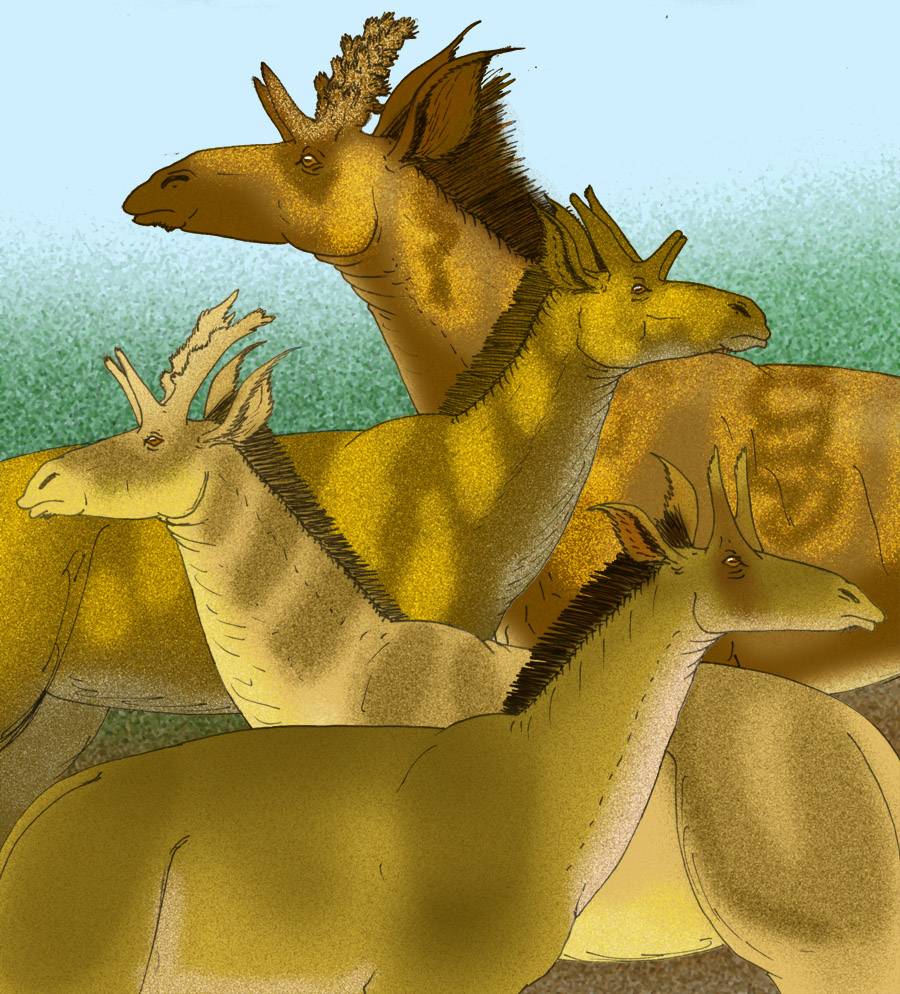
نگاره‌ای از گونه‌های منقرض‌شده شانسی‌دد و Palaeotragus microdon (Giraffidae)، که تنوع شکل‌ها و اندازه‌های شاخک استخوانی را نشان می‌دهد که در دیگر جانوران موجود دیده نمی‌شود.

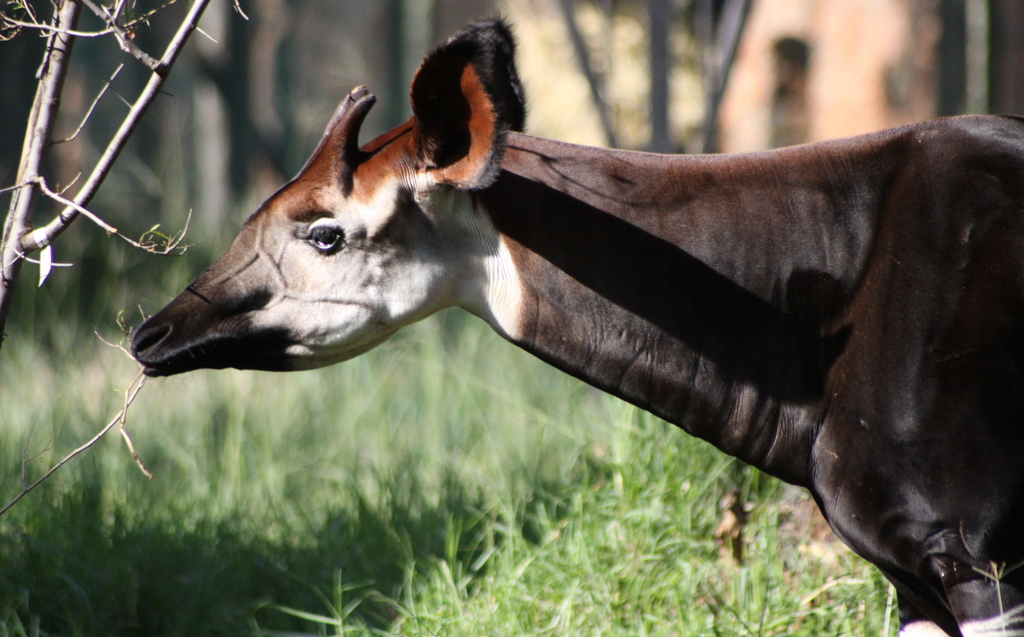
شاخک استخوانی یک اوکاپی نر